# شرف‌الزمان طاهر مروزی
شرف‌الزمان طاهر مروزی ملقب به شرف الزمان، پزشک و جغرافی‌دان ایرانی و طبیب دربار ملکشاه سلجوقی بود. وی کتاب کتاب طبائع الحیوان در سال‌های نخستین قرن ۱۲ میلادی و دربارهٔ علوم طبیعی نگاشته است.

## طبائع الحیوان
وی در کتاب طبائع الحیوان به آثار ارسطو، دیوسکوریدس، جالینوس، اوریباسیوس، تیموتاوس غزه، پولس ایجاینا و جاحظ تأکید داشت. این کتاب ۵ بخش دارد:
- دربارهٔ انسانها
- دربارهٔ چهارگوش‌های داخلی و وحشی
- دربارهٔ پرندگان زمینی و دریایی
- دربارهٔ موجودات سمی
- دربارهٔ حیوانات دریایی

## پزشکی
وی به عنوان پزشک در دربار ملکشاه سلجوقی خدمت کرد و به عنوان پزشک، به بررسی کرم‌های انگلی پرداخت.